# Josep Rovira, àlies Bapichs
Josep Rovira, àlies Bapichs (? - desembre de 1771) fou un músic, llibreter i impressor, originari de Girona, fill de pare sabater, Josep, i d’Eucàdia.
El 1731, tenia el veïnatge a Olot, any en què es casà amb Teresa Carandell, nascuda a Sarrià de Ter. Consta en els llibres de cadastre entre 1732 a 1744 i el 1757. Fou un dels músics que el 1745 crearen la Confraria de Sant Albert, de la que al 1747 en fou prepòsit. Al 1740, sense deixar l’ofici de músic, es posà a fer de llibreter i, a partir del 1750 o 1751, inaugurà la impremta a Olot.
El 1754 la seva filla Antònia es va casar amb el músic Miquel Roca i Bassols. El 1755 morí Teresa, la seva muller, i Rovira va esposar en segones núpcies amb Maria Ginesta de Sant Pere de Torelló, que moriria al 1764. Rovira va morir a primers de desembre de 1757.
Quan al 1771 va morir el seu fill, també de nom Josep Rovira, en l’inventari post-mortem d’aquest, s'hi va recollir material de música que, atesa la descripció que se’n fa, ben possiblement haurien estat del seu pare: “Una flauta travessera molt usada”, “una trompa de cassa molt vella”, “diferents papers de solfa” i “un violí molt vell ab sa caixa y arch, quasi sens poder servir”.